# I'm the One... Nobody Else
I'm the One... Nobody Else è il secondo e ultimo album dell'attrice Brigitte Nielsen, pubblicato nel 1992 dall'etichetta discografica Teldec e prodotto da Christian De Walden e Max Di Carlo.
Sono stati estratti come singoli i brani My Girl (My Guy) e How Could You Let Me Go.
L'album è stato ripubblicato nell'agosto 2008 dalla Edel Music, con il titolo Brigitte Nielsen.

## Tracce
CD (Polydor 511 444 2)
1. My Girl (My Guy) (duetto con Jesse James) - 3:54 (William "Smokey" Robinson, Roland White)
2. I've Got the Best Man - 3:35 (Christian De Walden, Ralf Stemmann, B.Jones)
3. How Could You Let Me Go - 3:24 (Madelyn von Rytz)
4. Give Me a Chance - 3:37 (Christian De Walden, Ralf Stemmann, B.Jones, Brigitte Nielsen)
5. If You Stay - 3:50 (Christian De Walden, Steve Singer, Brigitte Nielsen)
6. On The Move - 3:05 (Mark Anderson, Rod Terrel, Lisa Raggio)
7. The Dream - 3:40 (Christian De Walden, Ralf Stemmann, Lisa Catherine Cohen)
8. The World Got In Between - 4:35 (Brigitte Nielsen, David B., Debra Anderson, Mark Anderson)
9. Nothing Ventured - 4:25 (Max Di Carlo, Lisa Catherine Cohen)
10. Who Told You - 3:50 (Lisa Nemzo)
11. Casanova Baby - 4:08 (Dario Farina, Margaret Harris)